# Pohár federace 1965
Pohár federace 1965 byl 3. ročník týmové tenisové soutěže žen v Poháru federace, od roku 1995 konané pod názvem Fed Cup. Soutěž se odehrála mezi 15. až 18. lednem 1965 na otevřených travnatých dvorcích. Dějištěm se stal oddíl Kooyong Lawn Tennis Club v australském Melbourne.
Turnaje se zúčastnilo jedenáct zemí. Druhé vítězství si připsal australský tým, který ve finále potřetí v řadě nastoupil proti družstvu Spojených států amerických. Výhru Australankám zajistily dvěma body z dvouher Lesley Turnerová a Margaret Smithová, když porazily Billie Jean Moffittovou a Carole Caldwellou Graebnerou.
Turnaj zahrnoval hlavní soutěž hranou vyřazovacím systémem, z níž vzešel celkový vítěz Poháru federace.

## Turnaj

### Účastníci
| Účastníci      | Účastníci     | Účastníci       | Účastníci   |
| Argentina      | Austrálie     | Brazílie        | Francie     |
| Velká Británie | Itálie        | Japonsko        | Nový Zéland |
| Jižní Afrika   | Spojené státy | Západní Německo |             |
| -------------- | ------------- | --------------- | ----------- |

### Pavouk
|  | První kolo 15. ledna | První kolo 15. ledna | První kolo 15. ledna |                |        | Čtvrtfinále 16. ledna | Čtvrtfinále 16. ledna | Čtvrtfinále 16. ledna |   |  | Semifinále 17. ledna | Semifinále 17. ledna | Semifinále 17. ledna |   |  | Finále 18. ledna | Finále 18. ledna | Finále 18. ledna |
|  |                      |                      |                      |                |        |                       |                       |                       |   |  |                      |                      |                      |   |  |                  |                  |                  |
|  |                      |                      |                      |                |        |                       |                       |                       |   |  |                      |                      |                      |   |  |                  |                  |                  |
|  |                      |                      | Austrálie            | 3              |        |                       |                       |                       |   |  |                      |                      |                      |   |  |                  |                  |                  |
|  |                      |                      |                      | 3              |        |                       |                       |                       |   |  |                      |                      |                      |   |  |                  |                  |                  |
|  |                      |                      |                      | Nový Zéland    | 0      |                       |                       |                       |   |  |                      |                      |                      |   |  |                  |                  |                  |
|  |                      | Argentina            | 1                    | Nový Zéland    | 0      |                       |                       |                       |   |  |                      |                      |                      |   |  |                  |                  |                  |
|  |                      | Argentina            | 1                    |                |        |                       |                       |                       |   |  |                      |                      |                      |   |  |                  |                  |                  |
|  |                      | Nový Zéland          | 2                    |                |        |                       |                       |                       |   |  |                      |                      |                      |   |  |                  |                  |                  |
|  |                      |                      |                      |                |        |                       |                       | Austrálie             | 3 |  |                      |                      |                      |   |  |                  |                  |                  |
|  |                      |                      |                      |                |        |                       |                       |                       | 3 |  |                      |                      |                      |   |  |                  |                  |                  |
|  |                      |                      | Francie              | 0              |        |                       |                       |                       |   |  |                      |                      |                      |   |  |                  |                  |                  |
|  |                      |                      | Francie              | 0              |        |                       |                       |                       |   |  |                      |                      |                      |   |  |                  |                  |                  |
|  |                      |                      |                      |                |        |                       |                       |                       |   |  |                      |                      |                      |   |  |                  |                  |                  |
|  |                      |                      |                      |                |        |                       |                       |                       |   |  |                      |                      |                      |   |  |                  |                  |                  |
|  |                      |                      | Brazílie             | 1              |        |                       |                       |                       |   |  |                      |                      |                      |   |  |                  |                  |                  |
|  |                      |                      |                      | 1              |        |                       |                       |                       |   |  |                      |                      |                      |   |  |                  |                  |                  |
|  |                      |                      |                      | Francie        | 2      |                       |                       |                       |   |  |                      |                      |                      |   |  |                  |                  |                  |
|  |                      | Francie              | 3                    | Francie        | 2      |                       |                       |                       |   |  |                      |                      |                      |   |  |                  |                  |                  |
|  |                      | Francie              | 3                    |                |        |                       |                       |                       |   |  |                      |                      |                      |   |  |                  |                  |                  |
|  |                      | Japonsko             | 0                    |                |        |                       |                       |                       |   |  |                      |                      |                      |   |  |                  |                  |                  |
|  |                      |                      |                      |                |        |                       |                       |                       |   |  |                      |                      | Austrálie            | 2 |  |                  |                  |                  |
|  |                      |                      |                      |                |        |                       |                       |                       |   |  |                      |                      |                      |   |  |                  |                  |                  |
|  |                      |                      | Spojené státy        | 1              |        |                       |                       |                       |   |  |                      |                      |                      |   |  |                  |                  |                  |
|  |                      |                      | Spojené státy        | 1              |        |                       |                       |                       |   |  |                      |                      |                      |   |  |                  |                  |                  |
|  |                      |                      |                      |                |        |                       |                       |                       |   |  |                      |                      |                      |   |  |                  |                  |                  |
|  |                      |                      |                      |                |        |                       |                       |                       |   |  |                      |                      |                      |   |  |                  |                  |                  |
|  |                      |                      | Jižní Afrika         | 1              |        |                       |                       |                       |   |  |                      |                      |                      |   |  |                  |                  |                  |
|  |                      |                      |                      | 1              |        |                       |                       |                       |   |  |                      |                      |                      |   |  |                  |                  |                  |
|  |                      |                      |                      | Velká Británie | 2      |                       |                       |                       |   |  |                      |                      |                      |   |  |                  |                  |                  |
|  |                      |                      |                      | Velká Británie | 2      |                       |                       |                       |   |  |                      |                      |                      |   |  |                  |                  |                  |
|  |                      |                      |                      |                |        |                       |                       |                       |   |  |                      |                      |                      |   |  |                  |                  |                  |
|  |                      |                      |                      |                |        |                       |                       |                       |   |  |                      |                      |                      |   |  |                  |                  |                  |
|  |                      |                      |                      |                |        |                       |                       | Velká Británie        | 0 |  |                      |                      |                      |   |  |                  |                  |                  |
|  |                      |                      |                      |                |        |                       |                       |                       | 0 |  |                      |                      |                      |   |  |                  |                  |                  |
|  |                      |                      | Spojené státy        | 3              |        |                       |                       |                       |   |  |                      |                      |                      |   |  |                  |                  |                  |
|  |                      | Itálie               | Spojené státy        | 3              | 2      |                       |                       |                       |   |  |                      |                      |                      |   |  |                  |                  |                  |
|  |                      | Itálie               |                      |                | 2      |                       |                       |                       |   |  |                      |                      |                      |   |  |                  |                  |                  |
|  |                      | Západní Německo      | 1                    |                |        |                       |                       |                       |   |  |                      |                      |                      |   |  |                  |                  |                  |
|  |                      | Západní Německo      | 1                    |                | Itálie | 0                     |                       |                       |   |  |                      |                      |                      |   |  |                  |                  |                  |
|  |                      |                      |                      |                | Itálie | 0                     |                       |                       |   |  |                      |                      |                      |   |  |                  |                  |                  |
|  |                      |                      |                      | Spojené státy  | 3      |                       |                       |                       |   |  |                      |                      |                      |   |  |                  |                  |                  |
|  |                      |                      |                      | Spojené státy  | 3      |                       |                       |                       |   |  |                      |                      |                      |   |  |                  |                  |                  |
|  |                      |                      |                      |                |        |                       |                       |                       |   |  |                      |                      |                      |   |  |                  |                  |                  |

### První kolo

#### Argentina vs. Nový Zéland
| | Argentina | 1 :                                                                           | 2   | Nový Zéland |    |  |
| --- | --------- | ----------------------------------------------------------------------------- | --- | ----------- | -- |  |
| Kooyong Stadium, Melbourne, Austrálie 15. ledna 1965 tráva (venku) |           |                                                                               |     |             |    |  |
| \| \| \| \| 1. \| 2. \| 3. \| \| \| -- \| \| ----------------------------------------------------------------------------- \| --- \| --- \| -- \| \| \| 1. \| \| Norma Baylonová Ruia Morrisonová-Davyová \| 6 3 \| 6 3 \| \| \| \| 2. \| \| Nora Somozová Elizabeth Terryová \| 5 7 \| 4 6 \| \| \| \| 3. \| \| Norma Baylonová / Nora Somozová Ruia Morrisonová-Davyová / Elizabeth Terryová \| 4 6 \| 6 8 \| \| \| \| \| \| \| \| \| \| \| \| \| \| \| \| \| \| \| \| \| \| \| \| \| \| \| \| \| \| \| \| \| \| \| \| \| \| \| \| \| \| \| |           |                                                                               |     |             |    |  |
| |           |                                                                               | 1.  | 2.          | 3. |  |
| 1. |           | Norma Baylonová Ruia Morrisonová-Davyová                                      | 6 3 | 6 3         |    |  |
| 2. |           | Nora Somozová Elizabeth Terryová                                              | 5 7 | 4 6         |    |  |
| 3. |           | Norma Baylonová / Nora Somozová Ruia Morrisonová-Davyová / Elizabeth Terryová | 4 6 | 6 8         |    |  |
| |           |                                                                               |     |             |    |  |
| |           |                                                                               |     |             |    |  |
| |           |                                                                               |     |             |    |  |
| |           |                                                                               |     |             |    |  |
| |           |                                                                               |     |             |    |  |

#### Francie vs. Japonsko
| | Francie | 3 :                                                                       | 0   | Japonsko |    |  |
| --- | ------- | ------------------------------------------------------------------------- | --- | -------- | -- |  |
| Kooyong Stadium, Melbourne, Austrálie 15. ledna 1965 tráva (venku) |         |                                                                           |     |          |    |  |
| \| \| \| \| 1. \| 2. \| 3. \| \| \| -- \| \| ------------------------------------------------------------------------- \| --- \| --- \| -- \| \| \| 1. \| \| Françoise Durrová Kazuko Kuromacuová \| 6 2 \| 6 1 \| \| \| \| 2. \| \| Janine Lieffrigová Johko Obatová \| 6 3 \| 6 3 \| \| \| \| 3. \| \| Françoise Durrová / Janine Lieffrigová Kazuko Kuromacuová / Johko Obatová \| 6 3 \| 6 0 \| \| \| \| \| \| \| \| \| \| \| \| \| \| \| \| \| \| \| \| \| \| \| \| \| \| \| \| \| \| \| \| \| \| \| \| \| \| \| \| \| \| \| |         |                                                                           |     |          |    |  |
| |         |                                                                           | 1.  | 2.       | 3. |  |
| 1. |         | Françoise Durrová Kazuko Kuromacuová                                      | 6 2 | 6 1      |    |  |
| 2. |         | Janine Lieffrigová Johko Obatová                                          | 6 3 | 6 3      |    |  |
| 3. |         | Françoise Durrová / Janine Lieffrigová Kazuko Kuromacuová / Johko Obatová | 6 3 | 6 0      |    |  |
| |         |                                                                           |     |          |    |  |
| |         |                                                                           |     |          |    |  |
| |         |                                                                           |     |          |    |  |
| |         |                                                                           |     |          |    |  |
| |         |                                                                           |     |          |    |  |

#### Itálie vs. Západní Německo
| | Itálie | 2 :                                                                        | 1   | Západní Německo |     |       |
| --- | ------ | -------------------------------------------------------------------------- | --- | --------------- | --- | ----- |
| Kooyong Stadium, Melbourne, Austrálie 15. ledna 1965 tráva (venku) |        |                                                                            |     |                 |     |       |
| \| \| \| \| 1. \| 2. \| 3. \| \| \| -- \| \| -------------------------------------------------------------------------- \| --- \| --- \| --- \| ----- \| \| 1. \| \| Lea Pericoliová Helga Mastoffová \| 8 6 \| 4 0 \| \| skreč \| \| 2. \| \| Francesca Gordigianiová Heide Orthová \| 4 6 \| 7 5 \| 6 4 \| \| \| 3. \| \| Francesca Gordigianiová / Lea Pericoliová Helga Mastoffová / Heide Orthová \| 3 6 \| 1 6 \| \| \| \| \| \| \| \| \| \| \| \| \| \| \| \| \| \| \| \| \| \| \| \| \| \| \| \| \| \| \| \| \| \| \| \| \| \| \| \| \| \| \| |        |                                                                            |     |                 |     |       |
| |        |                                                                            | 1.  | 2.              | 3.  |       |
| 1. |        | Lea Pericoliová Helga Mastoffová                                           | 8 6 | 4 0             |     | skreč |
| 2. |        | Francesca Gordigianiová Heide Orthová                                      | 4 6 | 7 5             | 6 4 |       |
| 3. |        | Francesca Gordigianiová / Lea Pericoliová Helga Mastoffová / Heide Orthová | 3 6 | 1 6             |     |       |
| |        |                                                                            |     |                 |     |       |
| |        |                                                                            |     |                 |     |       |
| |        |                                                                            |     |                 |     |       |
| |        |                                                                            |     |                 |     |       |
| |        |                                                                            |     |                 |     |       |

### Čtvrtfinále

#### Austrálie vs. Nový Zéland
| | Austrálie | 3 :                                                                              | 0   | Nový Zéland |    |  |
| --- | --------- | -------------------------------------------------------------------------------- | --- | ----------- | -- |  |
| Kooyong Stadium, Melbourne, Austrálie 16. ledna 1965 tráva (venku) |           |                                                                                  |     |             |    |  |
| \| \| \| \| 1. \| 2. \| 3. \| \| \| -- \| \| -------------------------------------------------------------------------------- \| --- \| --- \| -- \| \| \| 1. \| \| Margaret Smithová Ruia Morrisonová-Davyová \| 6 1 \| 6 4 \| \| \| \| 2. \| \| Lesley Turnerová Elizabeth Terryová \| 6 3 \| 6 0 \| \| \| \| 3. \| \| Margaret Smithová / Judy Tegartová Ruia Morrisonová-Davyová / Elizabeth Terryová \| 6 2 \| 6 1 \| \| \| \| \| \| \| \| \| \| \| \| \| \| \| \| \| \| \| \| \| \| \| \| \| \| \| \| \| \| \| \| \| \| \| \| \| \| \| \| \| \| \| |           |                                                                                  |     |             |    |  |
| |           |                                                                                  | 1.  | 2.          | 3. |  |
| 1. |           | Margaret Smithová Ruia Morrisonová-Davyová                                       | 6 1 | 6 4         |    |  |
| 2. |           | Lesley Turnerová Elizabeth Terryová                                              | 6 3 | 6 0         |    |  |
| 3. |           | Margaret Smithová / Judy Tegartová Ruia Morrisonová-Davyová / Elizabeth Terryová | 6 2 | 6 1         |    |  |
| |           |                                                                                  |     |             |    |  |
| |           |                                                                                  |     |             |    |  |
| |           |                                                                                  |     |             |    |  |
| |           |                                                                                  |     |             |    |  |
| |           |                                                                                  |     |             |    |  |

#### Brazílie vs. Francie
| | Brazílie | 1 :                                                                        | 2   | Francie |     |  |
| --- | -------- | -------------------------------------------------------------------------- | --- | ------- | --- |  |
| Kooyong Stadium, Melbourne, Austrálie 16. ledna 1965 tráva (venku) |          |                                                                            |     |         |     |  |
| \| \| \| \| 1. \| 2. \| 3. \| \| \| -- \| \| -------------------------------------------------------------------------- \| --- \| --- \| --- \| \| \| 1. \| \| Maria Buenová Françoise Durrová \| 6 1 \| 4 6 \| 6 1 \| \| \| 2. \| \| Maureen Schwartzová Janine Lieffrigová \| 1 6 \| 1 6 \| \| \| \| 3. \| \| Maria Buenová / Maureen Schwartzová Françoise Durrová / Janine Lieffrigová \| 8 6 \| 3 6 \| 4 6 \| \| \| \| \| \| \| \| \| \| \| \| \| \| \| \| \| \| \| \| \| \| \| \| \| \| \| \| \| \| \| \| \| \| \| \| \| \| \| \| \| \| |          |                                                                            |     |         |     |  |
| |          |                                                                            | 1.  | 2.      | 3.  |  |
| 1. |          | Maria Buenová Françoise Durrová                                            | 6 1 | 4 6     | 6 1 |  |
| 2. |          | Maureen Schwartzová Janine Lieffrigová                                     | 1 6 | 1 6     |     |  |
| 3. |          | Maria Buenová / Maureen Schwartzová Françoise Durrová / Janine Lieffrigová | 8 6 | 3 6     | 4 6 |  |
| |          |                                                                            |     |         |     |  |
| |          |                                                                            |     |         |     |  |
| |          |                                                                            |     |         |     |  |
| |          |                                                                            |     |         |     |  |
| |          |                                                                            |     |         |     |  |

#### Jihoafrická republika vs. Velká Británie
| | Jihoafrická republika | 1 :                                                                                 | 2   | Velká Británie |     |  |
| --- | --------------------- | ----------------------------------------------------------------------------------- | --- | -------------- | --- |  |
| Kooyong Stadium, Melbourne, Austrálie 16. ledna 1965 tráva (venku) |                       |                                                                                     |     |                |     |  |
| \| \| \| \| 1. \| 2. \| 3. \| \| \| -- \| \| ----------------------------------------------------------------------------------- \| --- \| --- \| --- \| \| \| 1. \| \| Annette Du Plooyová Ann Haydonová-Jonesová \| 6 2 \| 3 6 \| 6 1 \| \| \| 2. \| \| Bernice Vukovichová Christine Janesová \| 2 6 \| 6 2 \| 5 7 \| \| \| 3. \| \| Annette Du Plooyová / Bernice Vukovichová Ann Haydonová-Jonesová / Deidre Kellerová \| 8 6 \| 3 6 \| 4 6 \| \| \| \| \| \| \| \| \| \| \| \| \| \| \| \| \| \| \| \| \| \| \| \| \| \| \| \| \| \| \| \| \| \| \| \| \| \| \| \| \| \| |                       |                                                                                     |     |                |     |  |
| |                       |                                                                                     | 1.  | 2.             | 3.  |  |
| 1. |                       | Annette Du Plooyová Ann Haydonová-Jonesová                                          | 6 2 | 3 6            | 6 1 |  |
| 2. |                       | Bernice Vukovichová Christine Janesová                                              | 2 6 | 6 2            | 5 7 |  |
| 3. |                       | Annette Du Plooyová / Bernice Vukovichová Ann Haydonová-Jonesová / Deidre Kellerová | 8 6 | 3 6            | 4 6 |  |
| |                       |                                                                                     |     |                |     |  |
| |                       |                                                                                     |     |                |     |  |
| |                       |                                                                                     |     |                |     |  |
| |                       |                                                                                     |     |                |     |  |
| |                       |                                                                                     |     |                |     |  |

#### Itálie vs. Spojené státy americké
| | Itálie | 0 :                                                                                               | 3   | Spojené státy americké |    |  |
| --- | ------ | ------------------------------------------------------------------------------------------------- | --- | ---------------------- | -- |  |
| Kooyong Stadium, Melbourne, Austrálie 16. ledna 1965 tráva (venku) |        |                                                                                                   |     |                        |    |  |
| \| \| \| \| 1. \| 2. \| 3. \| \| \| -- \| \| ------------------------------------------------------------------------------------------------- \| --- \| --- \| -- \| \| \| 1. \| \| Lea Pericoliová Billie Jean Moffittová \| 3 6 \| 1 6 \| \| \| \| 2. \| \| Francesca Gordigianiová Carole Caldwellová Graebnerová \| 1 6 \| 0 6 \| \| \| \| 3. \| \| Francesca Gordigianiová / Lea Pericoliová Carole Caldwellová Graebnerová / Billie Jean Moffittová \| 0 6 \| 2 6 \| \| \| \| \| \| \| \| \| \| \| \| \| \| \| \| \| \| \| \| \| \| \| \| \| \| \| \| \| \| \| \| \| \| \| \| \| \| \| \| \| \| \| |        |                                                                                                   |     |                        |    |  |
| |        |                                                                                                   | 1.  | 2.                     | 3. |  |
| 1. |        | Lea Pericoliová Billie Jean Moffittová                                                            | 3 6 | 1 6                    |    |  |
| 2. |        | Francesca Gordigianiová Carole Caldwellová Graebnerová                                            | 1 6 | 0 6                    |    |  |
| 3. |        | Francesca Gordigianiová / Lea Pericoliová Carole Caldwellová Graebnerová / Billie Jean Moffittová | 0 6 | 2 6                    |    |  |
| |        |                                                                                                   |     |                        |    |  |
| |        |                                                                                                   |     |                        |    |  |
| |        |                                                                                                   |     |                        |    |  |
| |        |                                                                                                   |     |                        |    |  |
| |        |                                                                                                   |     |                        |    |  |

### Semifinále

#### Austrálie vs. Francie
| | Austrálie | 3 :                                                                       | 0   | Francie |    |  |
| --- | --------- | ------------------------------------------------------------------------- | --- | ------- | -- |  |
| Kooyong Stadium, Melbourne, Austrálie 17. ledna 1965 tráva (venku) |           |                                                                           |     |         |    |  |
| \| \| \| \| 1. \| 2. \| 3. \| \| \| -- \| \| ------------------------------------------------------------------------- \| --- \| --- \| -- \| \| \| 1. \| \| Margaret Smithová Françoise Durrová \| 6 2 \| 6 2 \| \| \| \| 2. \| \| Lesley Turnerová Janine Lieffrigová \| 6 1 \| 7 5 \| \| \| \| 3. \| \| Margaret Smithová / Judy Tegartová Françoise Durrová / Janine Lieffrigová \| 6 1 \| 6 4 \| \| \| \| \| \| \| \| \| \| \| \| \| \| \| \| \| \| \| \| \| \| \| \| \| \| \| \| \| \| \| \| \| \| \| \| \| \| \| \| \| \| \| |           |                                                                           |     |         |    |  |
| |           |                                                                           | 1.  | 2.      | 3. |  |
| 1. |           | Margaret Smithová Françoise Durrová                                       | 6 2 | 6 2     |    |  |
| 2. |           | Lesley Turnerová Janine Lieffrigová                                       | 6 1 | 7 5     |    |  |
| 3. |           | Margaret Smithová / Judy Tegartová Françoise Durrová / Janine Lieffrigová | 6 1 | 6 4     |    |  |
| |           |                                                                           |     |         |    |  |
| |           |                                                                           |     |         |    |  |
| |           |                                                                           |     |         |    |  |
| |           |                                                                           |     |         |    |  |
| |           |                                                                           |     |         |    |  |

#### Velká Británie vs. Spojené státy americké
| | Velká Británie | 0 :                                                                                                 | 3   | Spojené státy americké |     |  |
| --- | -------------- | --------------------------------------------------------------------------------------------------- | --- | ---------------------- | --- |  |
| Kooyong Stadium, Melbourne, Austrálie 17. ledna 1965 tráva (venku) |                | |     |                        |     |  |
| \| \| \| \| 1. \| 2. \| 3. \| \| \| -- \| \| --------------------------------------------------------------------------------------------------- \| --- \| --- \| --- \| \| \| 1. \| \| Christine Janesová Carole Caldwellová Graebnerová \| 3 6 \| 2 6 \| \| \| \| 2. \| \| Ann Haydonová-Jonesová Billie Jean Moffittová \| 2 6 \| 4 6 \| \| \| \| 3. \| \| Ann Haydonová-Jonesová / Christine Janesová Carole Caldwellová Graebnerová / Billie Jean Moffittová \| 6 4 \| 6 8 \| 4 6 \| \| \| \| \| \| \| \| \| \| \| \| \| \| \| \| \| \| \| \| \| \| \| \| \| \| \| \| \| \| \| \| \| \| \| \| \| \| \| \| \| \| |                | |     |                        |     |  |
| |                | | 1.  | 2.                     | 3.  |  |
| 1. |                | Christine Janesová Carole Caldwellová Graebnerová                                                   | 3 6 | 2 6                    |     |  |
| 2. |                | Ann Haydonová-Jonesová Billie Jean Moffittová                                                       | 2 6 | 4 6                    |     |  |
| 3. |                | Ann Haydonová-Jonesová / Christine Janesová Carole Caldwellová Graebnerová / Billie Jean Moffittová | 6 4 | 6 8                    | 4 6 |  |
| |                | |     |                        |     |  |
| |                | |     |                        |     |  |
| |                | |     |                        |     |  |
| |                | |     |                        |     |  |
| |                | |     |                        |     |  |

### Finále

#### Austrálie vs. Spojené státy americké
| | Austrálie | 2 :                                                                                     | 1   | Spojené státy americké |     |  |
| --- | --------- | --------------------------------------------------------------------------------------- | --- | ---------------------- | --- |  |
| Kooyong Stadium, Melbourne, Austrálie 18. ledna 1965 tráva (venku) |           |                                                                                         |     |                        |     |  |
| \| \| \| \| 1. \| 2. \| 3. \| \| \| -- \| \| --------------------------------------------------------------------------------------- \| --- \| --- \| --- \| \| \| 1. \| \| Lesley Turnerová Carole Caldwellová Graebnerová \| 6 3 \| 2 6 \| 6 3 \| \| \| 2. \| \| Margaret Smithová Billie Jean Moffittová \| 6 4 \| 8 6 \| \| \| \| 3. \| \| Margaret Smithová / Judy Tegart Carole Caldwellová Graebnerová / Billie Jean Moffittová \| 5 7 \| 6 4 \| 4 6 \| \| \| \| \| \| \| \| \| \| \| \| \| \| \| \| \| \| \| \| \| \| \| \| \| \| \| \| \| \| \| \| \| \| \| \| \| \| \| \| \| \| |           |                                                                                         |     |                        |     |  |
| |           |                                                                                         | 1.  | 2.                     | 3.  |  |
| 1. |           | Lesley Turnerová Carole Caldwellová Graebnerová                                         | 6 3 | 2 6                    | 6 3 |  |
| 2. |           | Margaret Smithová Billie Jean Moffittová                                                | 6 4 | 8 6                    |     |  |
| 3. |           | Margaret Smithová / Judy Tegart Carole Caldwellová Graebnerová / Billie Jean Moffittová | 5 7 | 6 4                    | 4 6 |  |
| |           |                                                                                         |     |                        |     |  |
| |           |                                                                                         |     |                        |     |  |
| |           |                                                                                         |     |                        |     |  |
| |           |                                                                                         |     |                        |     |  |
| |           |                                                                                         |     |                        |     |  |

### Vítěz
| Vítěz Poháru federace 1965 |
| -------------------------- |
| Austrálie druhý titul      |